# Ферри (округ)
Округ Ферри (англ. Ferry County) — округ штата Вашингтон, США. Население округа на 2000 год составляло 7260 человек. Административный центр округа — город Репаблик.

## История
Округ Ферри основан в 1899 году.

## География
Округ занимает площадь 5708,3 км2.

## Демография
Согласно переписи населения 2000 года, в округе Ферри проживало 7260 человек (данные Бюро переписи населения США). Плотность населения составляла 1,3 человек на квадратный километр.